# Кофе (род)
Ко́фе, также Кофе́йное де́рево (лат. Coffea) — род вечнозелёных растений трибы Кофейные (Coffeeae) семейства Мареновые (Rubiaceae). В диком виде обитают в нагорьях тропической Африки и Азии, культивируются в тропиках повсеместно. Большинство видов — небольшие деревья или крупные кустарники, высотой до 8 метров. В комнатных условиях чаще принимают форму куста. Все части растений содержат кофеин, служащий отпугивающим вредителей средством, однако некоторые виды содержат его достаточно много, а другие очень мало (хотя содержат все виды).

## Биологическое описание

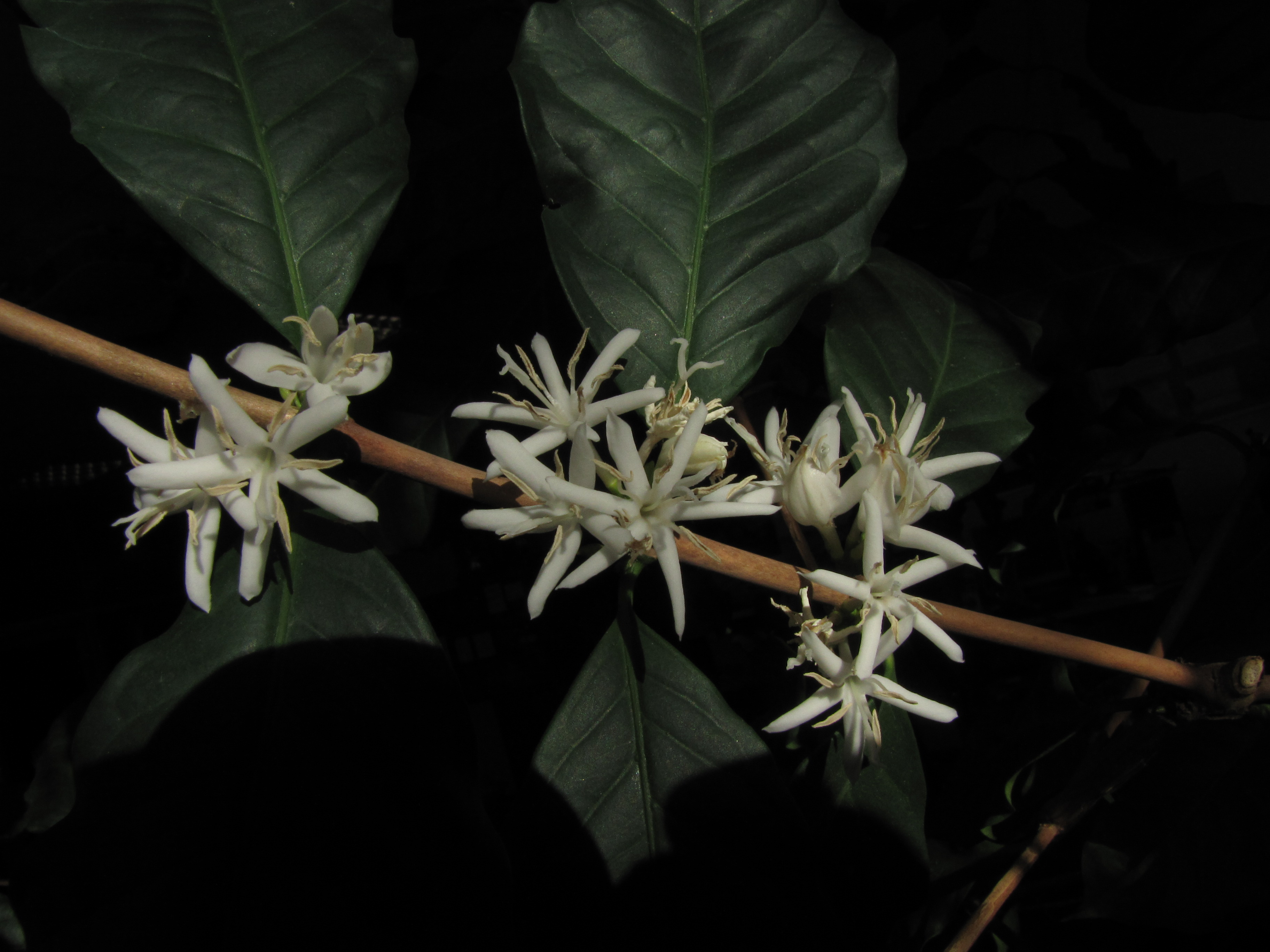
Цветущая ветка

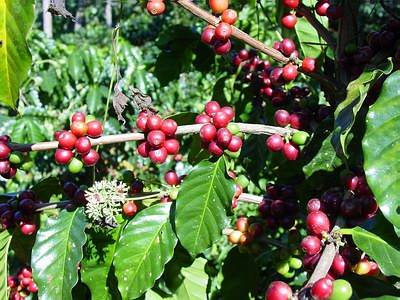
Плоды кофе

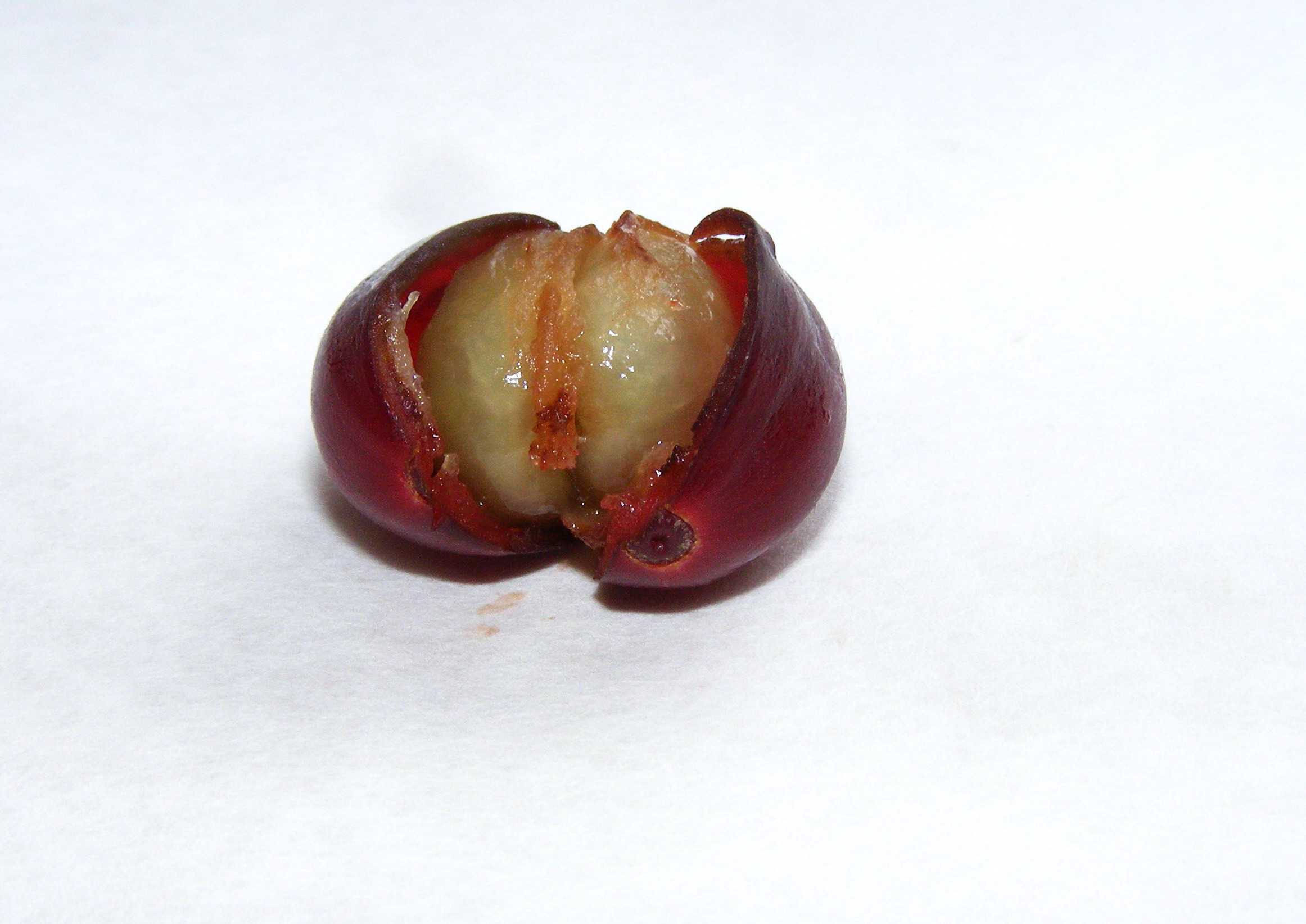
Плод кофе с двумя семенами

Цветёт кофе небольшими белыми цветками с сильным тропическим запахом. Цветок содержит как мужские, так и женские половые органы (пестики и тычинки) и способен к самоопылению.
Плоды — ягоды с 1—3 семенами внутри; созревают 3—4 месяца, в зрелом состоянии представляют собой ярко-красные или бордовые (выведены сорта и с другими окрасками) эллипсоиды, сидящие на короткой плодоножке прямо на ветке. Под мякотью расположены семена, имеющие до обработки желтовато-зеленовато-серую окраску.

## Виды
Насчитывается более 90 видов кофейного дерева. Некоторые виды культивируются для получения семян (в разговорной речи обычно называемых зёрнами), из которых посредством обжаривания и вываривания получается известный напиток кофе. Большой интерес в этом направлении представляют лишь два вида: аравийское и конголезское кофейные деревья, из семян которых соответственно получаются «сорта» — арабика и робуста. В небольших количествах для получения семян также культивируются кофе камерунский и кофе бенгальский.
По информации базы данных The Plant List (2013), род включает 125 видов. Некоторые из них:
- Coffea arabica L. typus[4] — Кофе аравийский, или Арабика
- Coffea benghalensis B.Heyne ex Schult. — Бенгальский кофе
- Coffea canephora Pierre ex A.Froehner — Кофе канефора, или Робуста
- Coffea charrieriana Stoff. & F.Anthony — Кофе камерунский
- Coffea congensis — Кофе конголезский
- Coffea liberica Hiern — Кофе либерийский

## История

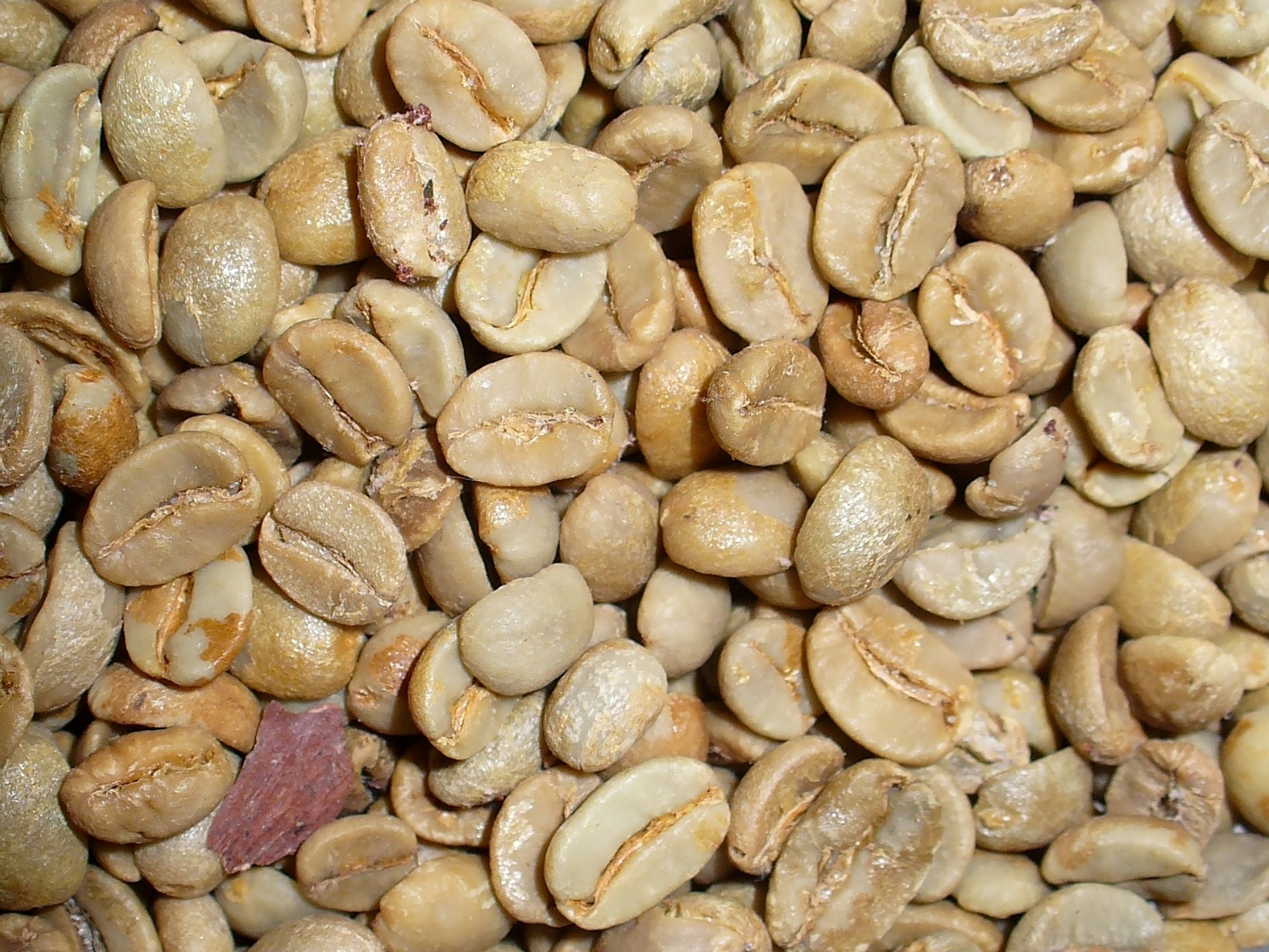
Семена кофе

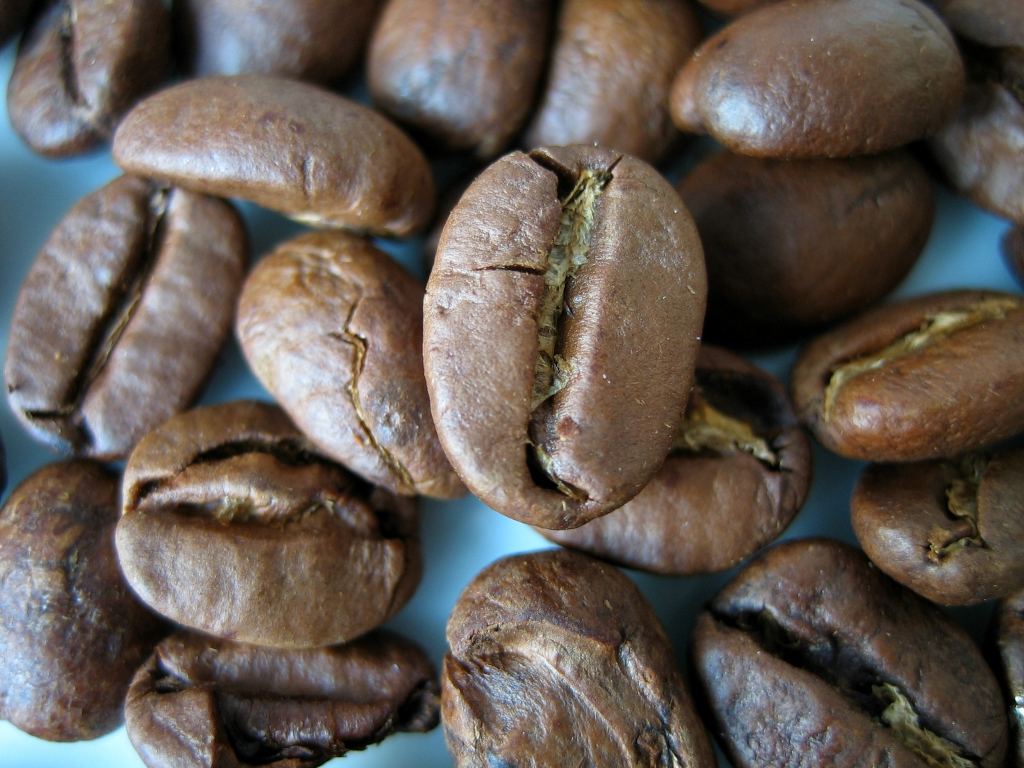
Обжаренные кофейные зёрна (семена)

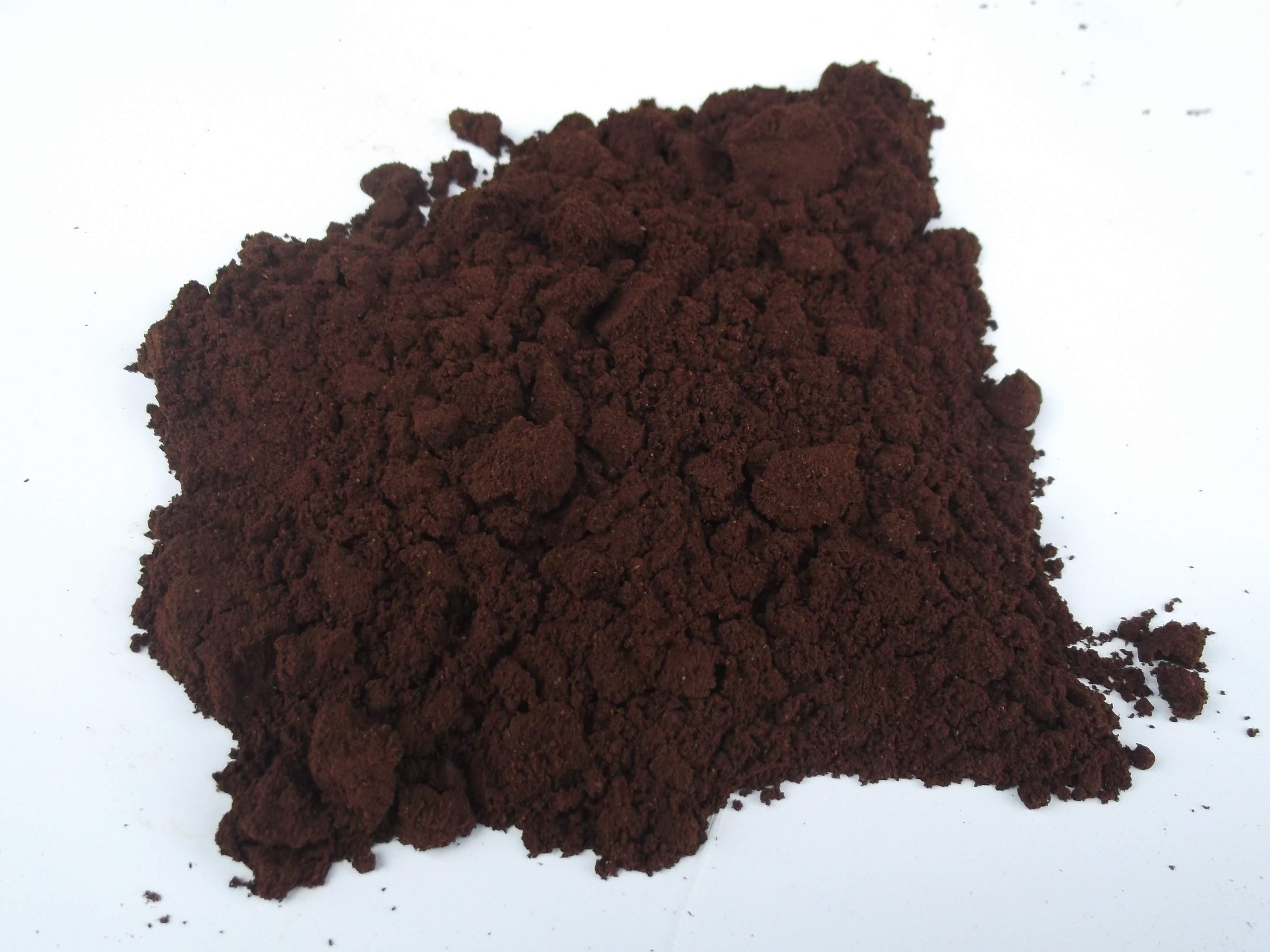
Молотый кофе

История кофе охватывает несколько периодов. История кофе берёт начало с древнейших времен и уходит корнями в первые цивилизации Ближнего Востока, хотя происхождение кофе до сих пор остаётся неясным.
Считается, что эфиопские предки народов оромо первыми заметили возбуждающий эффект кофейного зерна. Однако никаких прямых доказательств на этот счёт нет, не сохранились и свидетельства о том, где в Африке произрастал кофе или кто среди африканцев мог знать о существовании кофе раньше XVII века. Согласно широко распространённой легенде, первооткрывателем уникальных свойств кофейного дерева стал эфиопский пастух Калдим приблизительно в 850 году. Позднее возникновение данной легенды (1671 год) и отсутствие свидетельств самого Калдима заставляют ряд исследователей предполагать, что легенда недостоверна. Из Эфиопии кофе распространился в страны Египет и Йемен. Наиболее ранние свидетельства употребления кофе относятся к середине XV века, это записи в суфийских монастырях Йемена. Из Эфиопии кофейный напиток распространился по всему Ближнему и Среднему Востоку. К XIX веку кофе широко распространился в Италии, Индонезии и Америке.
Первоначально (около 1200 года) кофе готовился как отвар из высушенной оболочки кофейных зёрен. Затем возникает идея об обжаривании этой оболочки на углях. Обжаренную кожуру и небольшое количество серебристой шкурки засыпали на полчаса в кипящую воду. В настоящее время насчитывается более ста сортов кофе. Высшие сорта кофе отличаются крепким настоем и ароматом. В Европе он чрезвычайно ценился до XVIII века. Позже кофе отнесли к числу вредных напитков, и только в XX веке кофе снова стал популярен. По месту произрастания кофе делят на три группы: американский, африканский и азиатский.

## Культивирование кофе
Перед засадкой площади сада почву следует распахать и удобрить, в неблагополучных по болезням и вредителям районах её следует обработать фунгицидами и инсектицидами. Также следует посадить затенители — бананы, финики и эвкалипты в шахматном порядке на расстоянии в ряде друг от друга 5-8 метров. Чем гуще посадка затенителей, тем меньше проблем, однако на практике, как правило, затенители сажаются реже, с расстоянием 8-15 м.
Далее приобретаются саженцы или семена. Предпочтительнее саженцы, причём в возрасте 2-х лет, так как кофе начинает плодоносить на пятый-шестой год. Саженцы сразу по всем правилам высаживаются на расстоянии друг от друга в ряду 1,8-2,2 м, между рядами к этому расстоянию прибавляется ширина проходов, если они необходимы. Семена сеются в рассадник, по достижении высоты 10 см рассаживаются в отдельные крупные горшочки, а по достижении полуметра высаживаются в грунт.
Уход состоит в прополке (механизированной) и опрыскивании инсектицидами и фунгицидами от вредителей и болезней. Особенно опасна для кофе кофейная ржавчина.
Плодоносить молодое растение начинает не ранее чем через два года, как правило на третий-пятый год. Урожай снимают, как правило, систематически, раз в неделю, в небольших посадках в ручные ёмкости (вёдра, на небольших и тем более крупных плантациях в небольшую тележку), снимая только спелые ягоды одну за другой. В Бразилии известен уборочный метод derriça — когда собирают все ягоды до единой. Также существует метод стряхивания плодов на землю с последующей уборкой граблями и отсеиванием грязи.
| Страна                                                                   | тысяч тонн сырых зёрен |
| ------------------------------------------------------------------------ | ---------------------- |
| Бразилия                                                                 | 3556,6                 |
| Вьетнам                                                                  | 1616,3                 |
| Индонезия                                                                | 722,5                  |
| Колумбия                                                                 | 720,6                  |
| Гондурас                                                                 | 481,1                  |
| Эфиопия                                                                  | 470,2                  |
| Перу                                                                     | 369,6                  |
| Индия                                                                    | 327,0                  |
| Гватемала                                                                | 245,6                  |
| Уганда                                                                   | 211,2                  |
| Мексика                                                                  | 158,3                  |
| Лаос                                                                     | 154,4                  |
| Никарагуа                                                                | 141,9                  |
| Китай                                                                    | 100,3                  |
| Кот-д’Ивуар                                                              | 88,9                   |
| Коста-Рика                                                               | 85,3                   |
| Сальвадор                                                                | 80,2                   |
| Филиппины                                                                | 60,3                   |
| Папуа — Новая Гвинея                                                     | 58,0                   |
| Мадагаскар                                                               | 57,5                   |
| источник: Продовольственная и сельскохозяйственная организация ООН (FAO) |                        |

## Производство напитка

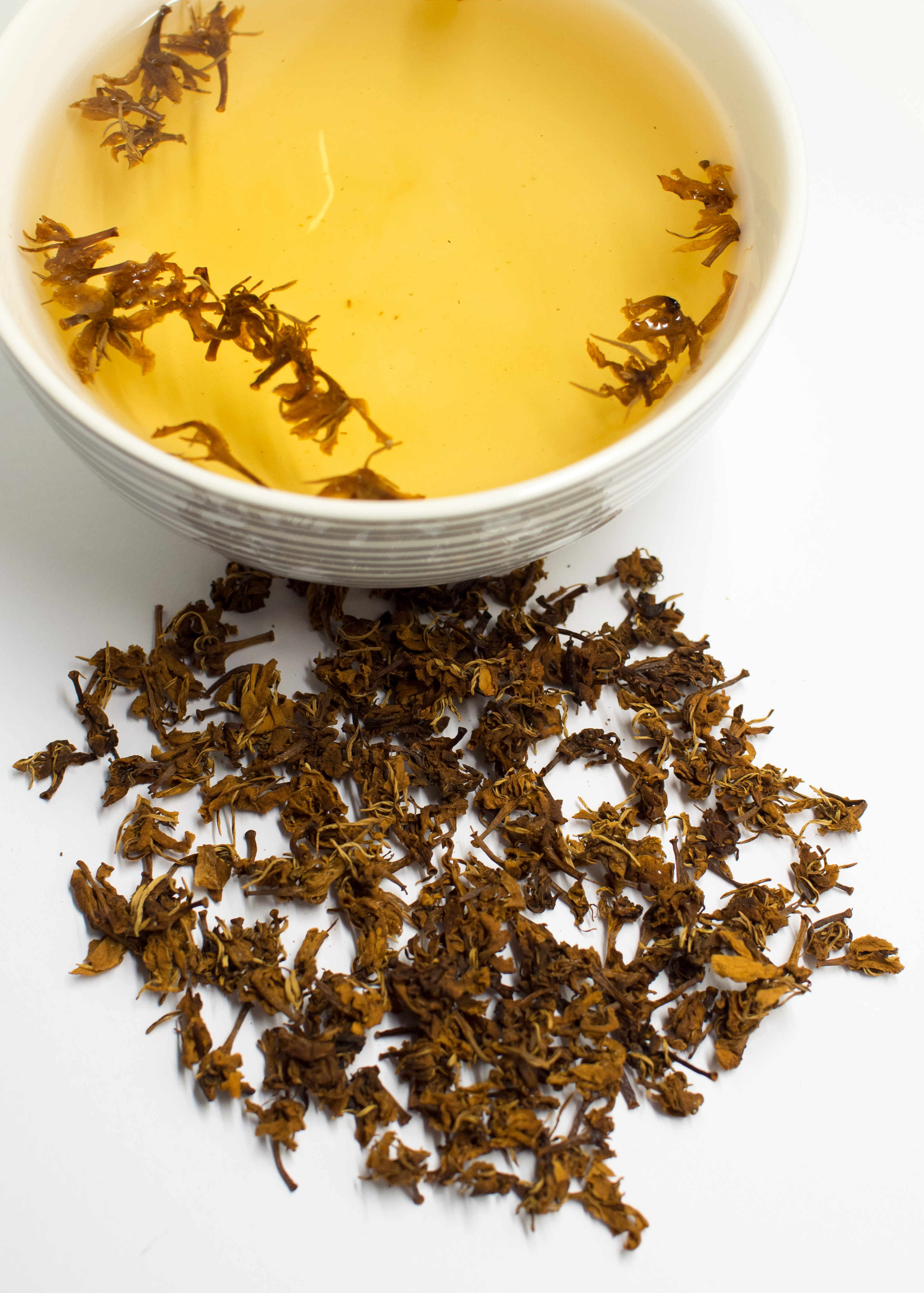
Напиток из высушенных и обжаренных цветов кофе

Собранный урожай зрелых плодов подвергается сухой или мытой обработке. При сухой обработке зрелые плоды после сбора высушивают на солнце, затем машинным способом очищают хрупкий околоплодник. При мытом способе обработки кофе свежие плоды пропускают через моющую машину, где потоком воды смывается мякоть. Сушат семена кофе на солнце в течение 1—2 месяцев или в огненных сушилках при температуре 50—60 °C.
В дальнейшем зёрна обжаривают и перемалывают.
Технология приготовления некоторых видов кофейных напитков отличается от традиционной, например, некоторые из дорогих видов приготавливаются путём ферментации в пищеварительной системе животных: Копи-лувак, Black ivory.
Кроме традиционного натурального кофе, промышленностью выпускается и растворимый (сублимированный) кофе, а также различные суррогаты кофе.